# 遵義新舟機場
遵義新舟机场是中國貴州省遵義市一個4C級軍民合用的機場，位於红花岗区新舟镇（原属遵义县），距市中心東北偏東35公里。
原屬軍用新舟機場，1966年動工、1970年落成。2009年1月29日經國務院、中央軍委批准改擴建並轉為軍民合用，屬4C級支線機場。當年5月4日動工。2012年8月28日正式通航。
原设计时預計2020年旅客吞吐量为30万人,年客机起降架次约4,000架次,货运吞吐量为2,354吨。
2013年12月23日旅客吞吐量已突破30万，提前7年达到规划，2016年突破百万旅客吞吐量，2018年突破200万人次，2019年旅客吞吐量为220万人次。2023年該機場之旅客流量為1,578,400人次。遵义市下属仁怀市还有一个民用机场为遵义茅台机场。

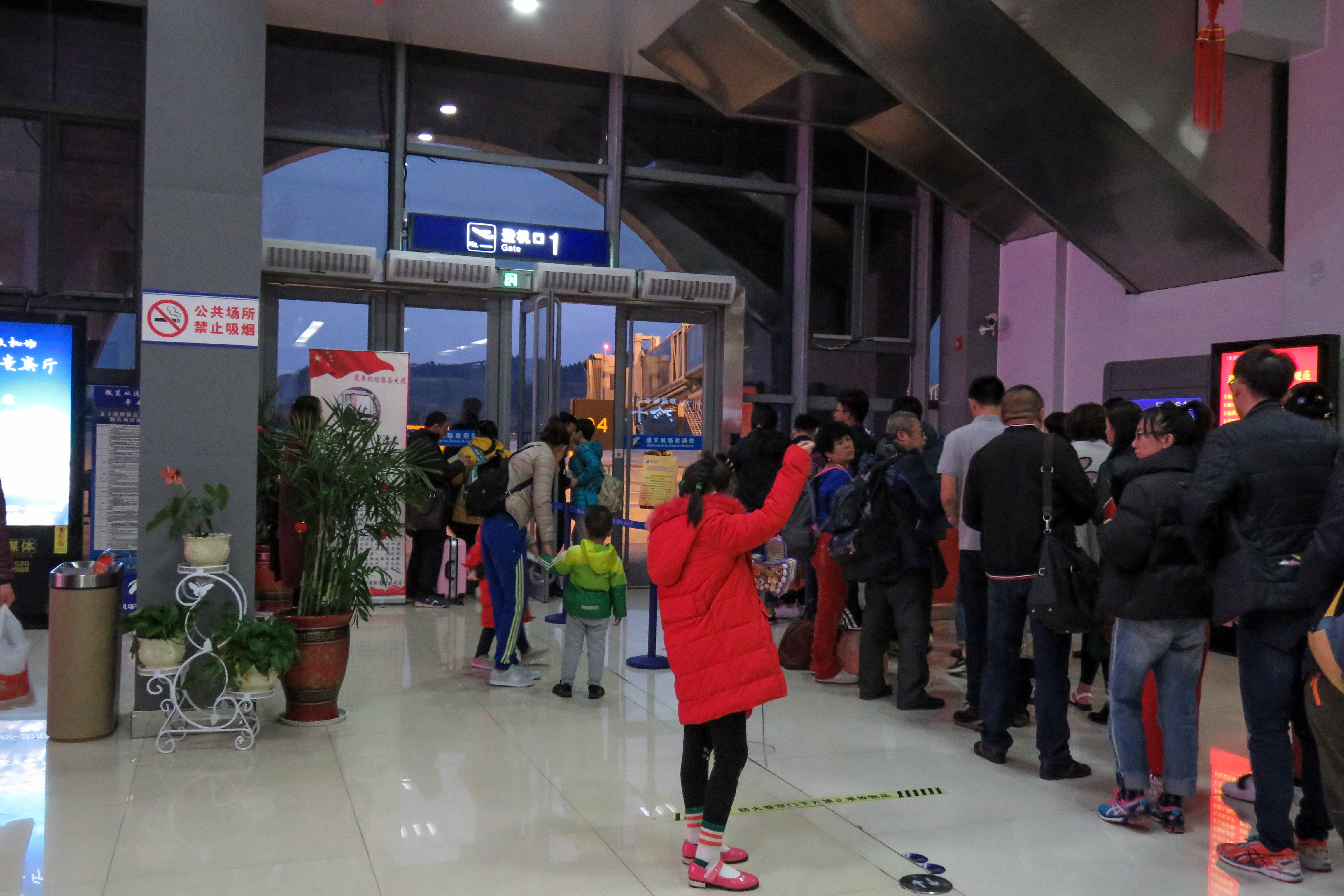
1号登机口

## 历史
遵义曾先后于1934年和1940年设立老蒲场机场和龙坪机场，后者曾于1970年设立民航遵义航空站，但两个机场均已废弃。新舟机场于1969年12月17日动工，1980年1月竣工投入使用，当时跑道长3000米，唯尚未开通民航业务。
遵义市曾于1994年、2001年、2006年三度提出新舟机场改扩建工程的请示。2009年1月，中央军委、国务院于批复该机场实行军民合用，机场扩建工程于同年5月4日奠基，但当时的设计目标是2020年实现年客流量30万人次。2011年7月，新舟机场航站楼设计方案确定为遵义会议会址造型。
遵义新舟机场于2011年12月31日首次校飞，2012年6月2日由中国南方航空波音737-800首次试飞。2012年7月26日，遵义新舟机场改扩建工程通过民航西南地区管理局验收，同年8月28日正式通航。此后，由于客流迅猛增长，只有3个C类停机位的遵义机场在通航仅一年后即出现设施不足的问题，遵义市政府因此于2013年决定对该机场进行扩建。2018年7月，机场部分站坪扩建工程完工，新建5个C类机位和一条滑行道，新舟机场停机位增至10个，滑行道增至2条。同年底，机场客运吞吐量达到200万人次。
2014年7月1日，遵义机场高速公路建成通车。同年12月30日，遵义新舟机场获国家口岸管理办公室批准自2015年1月1日至2015年6月30日临时开放口岸，2015年6月28日由中国国际航空开通遵义前往香港國際機場的临时客运包机，遵义市也成为贵州省第二个开放航空口岸的城市，遵义机场口岸的临时开放时间其后延长至2015年12月31日，2016~2018年再次临时开放，2017年的国际旅客吞吐量超过2.5万人次，2018年国际旅客吞吐量突破6万人次。
2018年12月28日，新舟机场改扩建工程民用部分举行动工仪式，民航工作区地基处理及土石方工程试验段项目首先开工。改扩建工程具体建设项目包括在现有跑道基础上向南延长200米，使跑到长度增至3000米；新建一条与跑道等长的3000米×18米平行滑行道一条；新建26个C类机位站坪(含4个货运机坪)；新建航站楼面积60000平方米(含国际11000平方米)，建设停车场面积约40000平方米；新建货运站3600平方米，并按照口岸货运要求设置检验检疫处理区；配套建设航油油库、航管综合楼、消防救援楼、变电灯光站、海关及边检业务用房以及机场酒店等运行保障及生活、服务配套设施，总面积约7.4万平方米。改扩建工程计划于2021年建成投入使用，建成后的新航站区将比现状整体大10倍，并可满足保障年客流量450万人次(含国际25万人次)，货邮运输量12500吨的要求，满足正式航空口岸开放条件。

## 航空公司与航点
2025年夏秋航季（3月30日至10月25日），开通运营航线12条，通航城市15个。
| 航空公司     | 目的地                       |
| ------------ | ---------------------------- |
| 天津航空     | 海口、三亚、西安、厦门、郑州 |
| 长龙航空     | 杭州、丽江、温州、西双版纳   |
| 河北航空     | 北京/大兴                    |
| 春秋航空     | 上海/浦东                    |
| 中国东方航空 | 南京、上海/浦东、武汉        |
| 中国南方航空 | 北京/大兴、广州              |
| 中国联合航空 | 温州                         |
| 瑞丽航空     | 南昌                         |